# NK Ogulin
NK Ogulin je nogometni klub iz Ogulina. Trenutačno se natječe u Međužupanijskoj nogometnoj ligi – središte Zagreb.

## Povijest
NK Ogulin je osnovan 1932. godine pod imenom Viktorija. Od 1945. do 1991. godine nosi naziv Jedinstvo, a od 1991. sadašnji naziv.
Jedno je vrijeme predsjednik kluba bio Ivan Pađen.